# Gabriele Löwe
Gabriele Löwe, née Kotte  le 12 décembre 1958 à Dresde, est une athlète allemande, médaillée olympique pour la République démocratique allemande.
Aux Jeux olympiques d'été de 1980 à Moscou, elle a remporté la médaille d'argent en relais 4 × 400 m avec ses compatriotes Barbara Krug, Marita Koch et Christina Lathan. Sur 400 m, elle a terminé sixième. En 1979, elle a été championne de RDA sur 400 m (à égalité avec Christina Lathan).
Löwe faisait partie du SC Einheit Dresden et était entraînée par Dietmar Jarosch. Son poids de forme était de 62 kg pour une taille de 1.72 m.

## Palmarès

### Jeux olympiques d'été
- Jeux olympiques d'été de 1980 à Moscou ( Union soviétique)
  - 6e sur 400 m
  -  Médaille d'argent en relais 4 × 100 m

### Coupe du monde des nations d'athlétisme
- Coupe du monde des nations d'athlétisme de 1979 à Montréal ( Canada)
  - 1re au classement général avec la République démocratique allemande
  - 1re en relais 4 × 100 m

## Sources
- (de) Cet article est partiellement ou en totalité issu de l’article de Wikipédia en allemand intitulé « Gabriele Löwe » (voir la liste des auteurs).